# Mauro Tassotti
Mauro Tassotti, né le 19 janvier 1960 à Rome, est un footballeur italien. Il évoluait au poste d'arrière latéral droit, tant en club qu'en équipe nationale. 
Il est ensuite notamment entraîneur adjoint au Milan AC, poste qu'il occupe de 2001 à 2014, aux côtés successivement de Carlo Ancelotti, Leonardo, Massimiliano Allegri, Clarence Seedorf puis de Filippo Inzaghi.

## Biographie

### Carrière en club
Il ne connaît que deux clubs dans sa carrière : la Lazio Rome avec laquelle il débutera en série A le 5 janvier 1978 à Ascoli et le Milan AC. C'est principalement dans ce dernier qu'il se fait connaitre puisqu'il y a évolué pendant 17 ans. 
Mauro Tassotti est un latéral droit réputé pour ses qualités techniques, rares chez un défenseur latéral, et à tort pour son jeu dur, notamment en raison d'un fait de jeu cèlebre lors de la Coupe du monde 1994 ; lors de ses 403 match de la Seria A il a collectionné un seul carton rouge et 41 cartons jeunes, soit environ un tous les 10 match.  
Après avoir connu les années noires du grand club Milanais, symbolisées par deux saisons en Serie B au début des années 1980, il fait ensuite partie des grandes équipes de Sacchi et Capello. Il forme la défense du Milan pendant de longues années avec trois autres fidèles du club : Franco Baresi, Alessandro Costacurta et Paolo Maldini.
Il se construit ainsi un palmarès impressionnant avec entre autres 3 ligue des champions et 5 championnats d'Italie.

### Carrière en sélection nationale
Malgré ses bonnes performances en clubs, Mauro Tassotti ne commence sa carrière internationale qu'à l'âge inhabituel de 32 ans. En effet son ancien entraineur au Milan Arrigo Sacchi est nommé sélectionneur de l'équipe d'Italie en 1991 et se souvient de ses qualités, alors que son prédécesseur sur le banc italien ne le tenait pas en haute estime.
Il est donc appelé pour disputer la Coupe du monde 1994 aux États-Unis. Il n'est pas un titulaire indiscutable mais joue malgré tout deux matchs en tant que titulaire. Le premier en phase de poule contre Irlande et le second en quart de finale contre l'Espagne.
Ce dernier match est son ultime partie avec la sélection Italienne. Au cours de cette rencontre, un fait de jeu le rendra célèbre. En effet, alors que l'Italie mène 2-1 et qu'on joue les arrêts de jeu, un centre Espagnol vient de la gauche, Tassotti est à la lutte au second poteau avec l'Espagnol Luis Enrique. Au départ du ballon il lui adresse un violent coup de coude au visage, l'Espagnol s'effondre et ne peut donc jouer cet ultime ballon, mais l'arbitre ne le voit pas et ne siffle pas de pénalty malgré les protestations de Luis Enrique qui a le visage en sang. L'Italie se qualifie donc pour la demi-finale. L'image du visage en sang de Luis Enrique fait le tour de la planète et Tassotti se voit infliger 8 matchs de suspension par la commission de discipline de la FIFA. Ce qui signifie qu'il ne dispute ni la demi-finale contre la Bulgarie, ni la finale contre Brésil. 
Après ce mondial, il ne joue plus aucun match avec l'Italie.

### Carrière d'entraîneur
Il entraîne l'équipe Primavera du Milan AC de 1997 à 2001.
Il devient ensuite l'entraîneur-adjoint du Milan AC à compter de cette date.
Le 13 janvier 2014, à la suite du licenciement de Massimiliano Allegri, il est nommé entraîneur par intérim du Milan AC.
Le 15 juillet 2016 , il est nommé entraîneur adjoint d'Andriy Shevchenko entraîneur de l'équipe national d'Ukraine.

## Statistiques

### En sélection
- 8 sélections et 0 but avec l'équipe d'Italie entre 1992 et 1994
- 10 sélections et 1 but en équipe d'Italie des moins de 21 ans entre 1978 et 1982
- 1 sélection en équipe d'Italie des moins de 23 ans en 1979
- Première sélection en équipe d'Italie A le 14 octobre 1992 lors d'un match face à la Suisse (match qualificatif pour la Coupe du monde 1994)
- Il participe aux Jeux olympiques de Séoul en 1988 (1 match disputé)

### En club
- Avec la Lazio : 41 matchs (0 but) en Serie A
- Avec le Milan AC : 363 matchs (8 buts) en Serie A, 65 matchs (0 but) en Serie B
- Soit un total de 469 matchs pour 8 buts en championnat professionnel

## Palmarès
- Finaliste de la Coupe du monde 1994 avec l'Italie (ne joue pas la finale)
- Vainqueur de la Ligue des champions en 1989, 1990 et 1994
- Vainqueur de la Supercoupe de l'UEFA en 1989, 1990 et 1994
- Vainqueur de la Coupe intercontinentale en 1989 et 1990
- Champion d'Italie en 1988, 1992, 1993, 1994 et 1996
- Vainqueur de la Supercoupe d'Italie en 1988, 1992, 1993 et 1994
- Finaliste de la Ligue des champions en 1993,1995